# Polyura arja
Espèce
Polyura arja est une espèce de lépidoptères (papillons) de la famille des Nymphalidae et de la sous-famille des Charaxinae. 

## Dénomination
Polyura arja a été décrit par Cajetan Freiherr von Felder et Rudolf Felder en 1867, sous le nom initial de Charaxes arja.
Synonyme : Eulepis arja ; Rothschild & Jordan, 1898.

### Nom vernaculaire
Polyura arja se nomme Pallid Nawab en anglais.

## Description
Polyura arja est un papillon aux ailes antérieures à bord externe concave et aux ailes postérieures avec deux queues. Le corps est marron.
Le dessus est marron avec une large bande blanche partant du bord interne des ailes antérieures et du bord costal des ailes postérieures, un point blanc à l'apex des ailes antérieures et aux ailes postérieures une ligne submarginale de petites marques blanches.
Le revers est marron plus clair avec la même ornementation.

## Écologie et distribution
Polyura arja est présent dans le Nord-Est de l'Inde, en Birmanie, au Cambodge, au Laos, en Thaïlande et au Vietnam,.

### Protection
Pas de statut de protection particulier.